# オープン・グレイヴ 感染
『オープン・グレイヴ 感染』（オープングレイヴ かんせん、Open Grave）は、2013年のアメリカ合衆国のホラー映画。

## ストーリー
ある日、記憶を失くした男が死体だらけの穴の中で目を覚ます。謎のアジア人女性に導かれるまま、森の中に佇む一軒の家に辿りついた男は、そこで自身と同様に記憶を失くした4人の男女と、先ほどのアジア人女性と出会う。互いに状況が把握できない中、唯一事情を知っているようなそぶりを見せるアジア人女性は英語が話せず、読めない文字を紙に書くばかりで、「18日」に印が付けられたカレンダーをしきりに気にする。やがて、それぞれの名前が判明した自分たちの周りに無数の凶暴な「感染者」が潜んでいることを、彼らは知る。

## キャスト
役名、俳優、日本語吹替。
- ジョン/ジョナ - シャールト・コプリー（宮内敦士）
- ルーカス - トーマス・クレッチマン（金子修）
- ブラウン・アイズ - ジョシー・ホー（中島紀美代）
- ネイサン - ジョセフ・モーガン（蟹江俊介）
- シャロン - エリン・リチャーズ（寺門真希）
- マイケル - マックス・ロッツリー（荒井勇樹）

## 制作
監督はゴンサーロ・ロペス＝ガイェゴが務めた。
撮影はハンガリーで2012年5月から始まり、同年5月2日にはシャールト・コプリーが主演することが発表された。
2012年5月3日には、ジョシー・ホー、トーマス・クレッチマン、ジョセフ・モーガン、エリン・リチャーズ、マックス・ロッツリーが出演することが発表され、撮影はその日から始まった。